# Into the Dead
Into the Dead è un videogioco sparatutto sviluppato dalla PikPok del genere azione-horror e pubblicato nel 2012 per iOS, Android e Windows Phone.

## Trama
Il personaggio principale è precipitato a bordo di un elicottero in una zona di campagna infestata da zombie. Corre automaticamente avendo la possibilità di andare solamente a destra e a sinistra con un'angolazione di circa 30°. La partita finisce quando il giocatore si scontra con uno zombie e muore.

## Obiettivi
L'obiettivo principale del gioco varia a seconda della modalità scelta che sono 4: 
- Classica: effettuare il maggior numero di metri possibili;
- Massacre: uccidere il maggior numero di zombie possibile con armi che si possono trovare nelle casse lungo il percorso;
- Hardcore: effettuare il maggior numeri di metri possibile ma in modalità molto più difficile della classica;
- Flashlight: effettuare il maggior numero di metri possibile ed è la modalità più difficile perché si corre di notte e si ha una torcia che non dura all'infinito. Non si possono uccidere zombie.

## Altro
Prima di iniziare ogni partita si possono scegliere (usando la moneta del gioco) 5 potenziamenti che sono:
1. "Partenza armata"- comincia con un'arma;
2. "Partenza anticipata"- parti da 1500 metri;
3. "Munizioni aggiuntive"- 50% di munizioni in più;
4. "Casse aggiuntive"- più casse contenenti armi;
5. "Compagno"- un cane che uccide gli zombie.